# Johnny Coles
John Johnny Coles (Trenton, 3 luglio 1926 – Filadelfia, 21 dicembre 1997) è stato un trombettista statunitense.

## Biografia
Autodidatta, incominciò a suonare in una band amatoriale all'età di tredici anni, dopo diverse esperienze musicali di secondo piano, ottenne il suo primo importante ingaggio nel gruppo del sassofonista Eddie Cleanhead Vinson (dal 1948 al 1951).
Nel 1952 entrò in un piccolo gruppo capeggiato dal sassofonista-cantante Bull Moose Jackson che comprendeva anche il batterista Philly Joe Jones, nello stesso anno e fino al 1953 suonò con il sassofonista Gene Ammons per poi passare con James Moody (1956-1958), tra il 1958 e il 1964 acquisisce una notorietà crescente in seno all'orchestra di Gil Evans, nel 1961 la Epic Records pubblico il suo primo album come leader dal titolo The Warm Sound, nel 1964 si unì al sestetto di Charles Mingus (che comprendeva Eric Dolphy, Clifford Jordan, Jaki Byard e Dannie Richmond) per un tour europeo che tuttavia non completò a causa di una improvvisa malattia.
Successivamente, dal 1968 al 1969 è in un altro sestetto con a capo Herbie Hancock, con Ray Charles (1969-1971), Duke Ellington (1971-1974), una breve presenza nei Jazz Messengers di Art Blakey nel 1976.
Dopo essersi trasferito a San Francisco (1985), lavorò nella Count Basie Graveyard Band, a causa del suo declino musicale, negli anni novanta si spostò a Filadelfia dove morì.
La maggior dote del suono di Johnny Coles si distingue nel lirismo e nella sonorità calda che riesce a nascondere una tecnica non straordinaria, nel suo stile si coglie qualche influenza di Miles Davis.

## Discografia
come Leader o Co-Leader
- 1959 - Great Jazz Standards (World Pacific Records, WP-1270) a nome The Gil Evans Orchestra Featuring Johnny Coles
- 1961 - The Warm Sound (Epic Records, LA 16015) a nome Johnny Coles Quartet
- 1964 - Little Johnny C (Blue Note Records, BST-84144)
- 1972 - Katumbo (Dance) (Mainstream Records, MRL-346)
- 1982 - New Morning (Criss Cross Jazz Records, Criss 1005) a nome The Johnny Coles Quartet, pubblicato nei Paesi Bassi
- 1983 - Two at the Top (Uptown Records, UP 27.14) con Frank Wess